# SAnitY
Palmarès
1 fois champions par équipes de la NXT
SAnitY était un clan de catcheurs heel composé d'Eric Young, Alexander Wolfe, Killian Dain et Nikki Cross. Ils travaillaient à la World Wrestling Entertainment (WWE) dans la division NXT puis dans la division SmackDown Live.
Le clan s'est créé le 12 octobre 2016 composé d'Eric Young, Alexander Wolfe, Sawyer Fulton et Nikki Cross dans la division NXT. Cependant, Fulton se blesse en décembre et Killian Dain prend sa place. Le clan n'a remporté qu'un seul titre : le championnat par équipes de la NXT. Ils ont perdu leur titre au profit de Bobby Fish et Kyle O'Reilly le 20 décembre 2017 à NXT.
Le 17 avril 2018 lors du Superstars Shake-Up, Young, Wolfe et Dain sont transférés dans le division SmackDown Live, seule Nikki Cross reste à NXT et quitte SAnitY. Lors du Superstar Shake up 2019, Eric Young (le leader du groupe) est drafté seul à RAW, Alexander Wolfe est drafté à NXT UK, Nikki Cross sera sans Roster et Killian Dain reste seul à SmackDown Live, ce qui signe la fin du groupe.

## Carrière

### World Wrestling Entertainment (2016-2019)

#### Formation à laNXT(2016-2018)
Avant la création de ce clan, Triple H (qui en plus d'être catcheur est aussi l'un des producteurs de NXT) propose en septembre 2015 le concept de ce clan à Marcus Louis, Sawyer Fulton et Solomon Crowe. Crowe demande à quitter la WWE fin novembre ce qui met fin à cette idée.
À l'automne, la WWE commence à diffuser des vidéos annonçant la venue d'un clan mené par Eric Young accompagné de Sawyer Fulton et Alexander Wolfe nommé SAnitY. Fulton et Wolfe font équipe durant le tournoi Dusty Rhodes Tag Team Classic (en) où ils éliminent Bobby Roode et Tye Dillinger au premier tour le 12 octobre,. Ils atteignent les demi finale de ce tournoi après leur victoire face à Kōta Ibushi et TJ Perkins le 2 novembre avant d'échouer à vaincre TM-61 la semaine suivante,. Fin novembre, Fulton se blesse et Killian Dain le remplace dans le clan,.

#### Champions par équipes de laNXT(2017)
Lors de NXT TakeOver: Brooklyn III, Eric Young et Alexander Wolfe remportent le championnat par équipe de la NXT en battant les Authors of Pain. Après la célébration de leur victoire, ils se font attaquer par Bobby Fish et Kyle O'Reilly qui formeront un nouveau clan intitulé The Undispuded Era avec Adam Cole plus tard dans la soirée.
Le 20 septembre à NXT, ils viennent en aide à Drew McIntyre contre The Undispuded Era et effectuent un Face Turn. Le 20 décembre à NXT, ils perdent les championnats par équipe de la NXT au profit de Fish et O'Reilly.

#### SmackDown Live et fin de SAnitY (2018-2019)
Le 17 avril 2018 lors du Superstars Shake-Up à SmackDown Live, il est annoncé que le groupe fait ses débuts dans le roster principal à SmackDown Live. Cependant, seulement Eric Young, Alexander Wolfe et Killian Dain y sont transférés, Nikki Cross quant à elle, reste à NXT et quitte donc SAnitY.
Ils font leurs débuts officiels à SmackDown Live le 19 juin, où ils y effectuent un Heel Turn en passant à tabac les Usos.
Le 15 juillet lors du kick-off de Extreme Rules, SAnitY bat le New Day au cours d'un Tables match.
Le 6 novembre à SmackDown Live, Nikki Cross fait ses débuts dans le roster principal aux côtés de SAnitY en perdant contre Becky Lynch et en rejoignant le groupe.
Le 18 novembre lors des Survivor Series (2018), Dain & Young gagnent un 10-on-10 Elimination match avec The New Day, The Colóns, The Colóns et The Usos contre The Revival, The B-Team, The Ascension, The Lucha House Party et Bobby Roode & Chad Gable bien qu'ils se soient fait éliminer par Bobby Roode.
Lors du Superstar Shake up 2019, Eric Young (le leader du groupe) est drafté à RAW, Alexander Wolfe est drafté à NXT UK, Nikki Cross est drafté à RAW et Killian Dain retourne à NXT, ce qui signe la fin du groupe.

## Membres du groupe
| Identité        | Arrivée         | Départ           | Notes                             |
| --------------- | --------------- | ---------------- | --------------------------------- |
| Eric Young      | 12 octobre 2016 | 15 avril 2019    | Champion par équipe de la NXT (1) |
| Alexander Wolfe | 12 octobre 2016 | 20 avril 2019    | Champion par équipe de la NXT (1) |
| Nikki Cross     | 12 octobre 2016 | 16 avril 2019    |                                   |
| Killian Dain    | 18 janvier 2017 | 20 avril 2019    |                                   |
| Sawyer Fulton   | 12 octobre 2016 | 30 novembre 2016 |                                   |

## Palmarès
- World Wrestling Entertainment
  - 1 fois NXT Tag Team Champions (Young et Wolfe)[24]
  - NXT Year-End Award (1 fois)
    - Équipe de l'année (2017) - Wolfe, Dain et Young
- Wrestling Observer Newsletter
  - 5 Star Match (2018) Killian Dain vs. Adam Cole, Lars Sullivan, Velveteen Dream, EC3 and Ricochet le 7 avril[25]